# Orestes Araújo
Orestes Araújo (Mahón, Menorca, España, 22 de octubre de 1853 - Montevideo, 31 de agosto de 1915) fue un profesor, maestro, periodista e historiador uruguayo.

## Biografía
Se radicó en Montevideo en 1870 y comenzó a trabajar como redactor del diario La Paz, fundado por José Pedro Varela. Se radicó en Montevideo en 1870 y comenzó a formar su carrera como periodista  redactor en el diario La Paz, fundado por José Pedro Varela. En 1876, Orestes Araújo es nombrado Auxiliar de la Secretaría de la Dirección. En 1879 regresó a Europa y un año más tarde Jacobo Varela nuevo inspector de instrucción pública, manda a llamar a Araujo y lo nombra en el cargo de Inspector Departamental de escuelas de San José. Cargo en el que estaría diez años trabajando activamente en la reforma educativa, en 1889 renuncia a dicho cargo.   
Su obra pedagógica fue prolífica y material obligatorio de consulta para los estudiosos de su época y los posteriores. 
Escribió numerosas obras didácticas y de referencia, entre las que se encuentran:
- 1900, Diccionario Geográfico del Uruguay
- 1901-03, Diccionario Histórico del Uruguay
- 1907, Historia compendiada de la civilización uruguaya
- 1911, Historia de la Escuela Uruguaya
- 1911, Historia de los charrúas y demás tribus indígenas del Uruguay

## Ámbito educativo
Por su firme determinación en relatar la historia de la educación en Uruguay desde sus comienzos, en una época en que era priorizado el hacer que el registrar, rescatando  para las generaciones futuras hechos y datos que de otra manera se hubieran perdido irremediablemente. Desde la publicación de Historia de la Escuela Uruguaya, ha sido consultado portodos los historiadores uruguayos y durante mucho tiempo esta obra era manual de uso permanente en la comunidad educativa de Uruguay. 

## Ámbito histórico
En su obra Historia de la Escuela Uruguaya, explica las dificultades que deben sortear quienes quieran investigar en ese ámbito, ya que la escasez de documentos impedían llevar a cabo una detallada cronología de los hechos. De todas formas, fue  él quien se encargó de sentar las bases de la Historia de la Educación en el Uruguay, hasta tal punto que muchas de sus categorías de análisis se pueden reconocer aún hoy en los textos de investigadores posteriores.
A los efectos de llevar a cabo su obra, tuvo la enorme ventaja de haber sido parte activa de ese proceso, no sólo con sus acciones como docente, sino también con su producción escrita. 
Podemos encontrar en ella, entre otros géneros, libros de texto para los escolares, aunque su producción en este sentido no fue tan exitosa como la de José H. Figueira .
Pero sin duda es uno de los creadores del perfil heroico de José Pedro Varela, considerado en los libros de texto escolares de José H. Figueira como “Bienhechor de la patria”. 
Orestes Araujo registró minuciosamente las primeras iniciativas escolares en su libro Historia de la Escuela Uruguaya rescató para generaciones posteriores datos que, de otra forma, hoy  serían desconocidos. Sobre los inicios de la educación en Uruguay, considero que, a pesar de las buenas intenciones expresadas por algunos monarcas, “el esfuerzo de infundir las primeras letras se debe a las comunidades religiosas, Padres Doctrineros y Franciscanos, y luego a la iniciativa privada de  Fray Bentos, Paysandú, Dr. José Nicolás Barrales” (O. Araújo, 1911).